# Batalla de Fornelos
La batalla de Fornelos, lluitada el 29 de març de 968 fou un dels episodis de les invasions vikingues del sud d'Europa.

## Antecedents
Els vikings havien fet dues campanyes contra les costes gallegues el 844 i el 859. L'arribada dels vikings va coincidir amb el final de les disputes entre els bisbes Rossend de Celanova i Sisnando II pel control de la diòcesi episcopal quan el bisbe Sisnando, que acabava d'expulsar a Rossend de la ciutat.

## Batalla
El 968, un estol de 100 drakkars comandat pel rei Gundered va desembarcar a Xunqueira, a les Ries Baixes per saquejar Galícia en direcció a Sant Jaume de Compostela, i Sisnand II, bisbe d'Iria Flavia va organitzar un exèrcit i va fer-los front el 29 de març del 968 en les proximitats d'Iria Flavia, on havien arribat remuntant el curs del riu Ulla a prop del riu Louro, a Fornelos, però el bisbe va morir d'una fletxa i els lleonesos foren finalment derrotats en entrar en pànic els cristians.

## Conseqüències
Ja sense resistència, els vikings es van dispersar per Galícia, arribant fins al Courel. A Lugo el bisbe Hermenegildo va aconseguir defensar la ciutat, però no va poder impedir que els vikings arrasessin les terres de Bretoña, l'antiga seu de les quals va quedar destruïda, sent reconstruïda posteriorment en l'actual San Martiño de Mondoñedo.
Els vikings, que volien establir un regne com el de Normandia van escampar-se saquejant per tot Galícia fins que foren derrotats per Rudesind i expulsats definitivament de Galícia el 970 per Sanç III Mitarra, quan anava en pelegrinatge a Sant Jaume de Compostela.